# Michael Williams
Michael Williams es un personaje ficticio de la serie de televisión australiana Neighbours, interpretado por el actor Sandy Winton desde el 4 de mayo de 2010, hasta el 27 de marzo de 2012.

## Antecedentes
Michael es el nuevo director del colegio Erinsborough High y padre de Natasha Williams. Sus dos de sus pasiones son surfear y dar clases. Es muy buen amigo de Lucas Fitzgerald.

## Biografía
Michael comienza una aventura con Rebecca Napier, la esposa de Paul Robinson, cuando Natasha se entera de la verdad acerca de la ventura de su padre, se molesta y le dice que lo termine. Cuando Rebecca le dice que es libre Michael le pide matrimonio y ella acepta, sin embargo cambia de opinión cuando se da cuenta de que Paul no va a dejar de vengarse de ella, así que decide mudarse a Portugal junto a su familia lo cual deja destrozado a Michael.
Más tarde Natasha descubre que su madre Helena, murió ahogada mientras intentaba salvarla. Poco después mientras que Michael discutía con Emilia Jovanovic, la hermana de Helena se reveló que ambos estaban teniendo relaciones cuando Helena murió intentando salvar a Natasha. En el 2012 Michael comienza una relación con Emilia y aunque a Natasha al inicio le cuesta verlos juntos poco después la acepta.
En marzo del mismo año Michael decidió irse con Emilia a Serbia, luego de que su hija decidiera alejarse de él, luego de que descubriera que el día en que su madre murió su padre estaba teniendo relaciones con su tía, Emilia.